# America West Express
 (décembre 2019).
Si vous disposez d'ouvrages ou d'articles de référence ou si vous connaissez des sites web de qualité traitant du thème abordé ici, merci de compléter l'article en donnant les références utiles à sa vérifiabilité et en les liant à la section « Notes et références ».
America West Express était le nom des vols régionaux et de navette America West Airlines exploités par Mesa Air Group de Mesa Air Group en vertu d'un accord de partage de code. Aujourd'hui Mesa Airlines opère pour American Eagle. 
Mesa Airlines exploitait America West Express depuis les hubs de l'aéroport international Sky Harbor de Phoenix, en Arizona, de l'aéroport international McCarran de Las Vegas (Nevada) et de l'aéroport international de Los Angeles à Los Angeles (Californie) vers des destinations régionales.
Chautauqua Airlines a également exploité le service de jet régional America West Express par le biais d'un accord de partage de code à l'appui de la plaque tournante de l'Ouest de l'Amérique à Columbus, Ohio.
La flotte d'America West Express se composait de 61 avions à réaction turbopropulseurs et à réaction régionaux[pas clair].